# Supermoto
Supermoto tudi Supermotard je motociklistični šport pri katerem se dirka na treh različnih terenih: na cesti, motokros (offroad) in po ovalnem dirkališču.